# Retrato de caballero (Maíno)
El Retrato de caballero es un óleo realizado hacia 1613-1618 por el pintor español Juan Bautista Maíno. Sus dimensiones son de 96 × 73 cm.
La pintura muestra a un caballero, cuya identidad es desconocida, vistiendo jubón y capilla negros, así como una gola de gran tamaño. Está representado en tres cuartos y con iluminación lateral.
Se expone en el Museo del Prado, Madrid.